# Şorbaçı (Cəlilabad)
Şorbaçı è un comune dell'Azerbaigian situato nel distretto di Cəlilabad. Conta una popolazione di 605 abitanti.